# Venationes

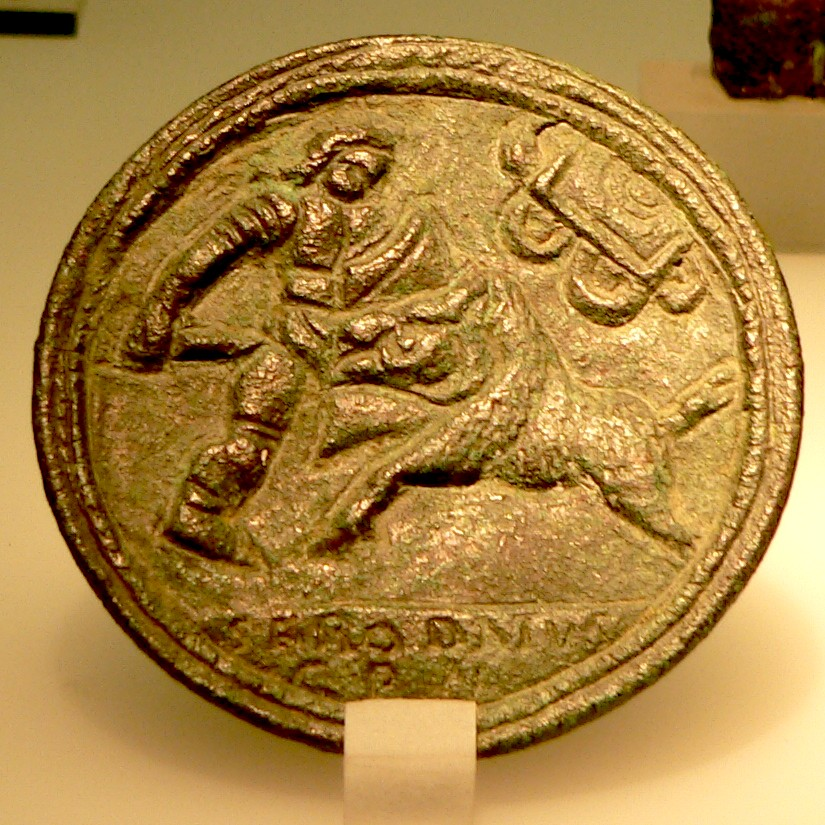
Medaglione bronzeo ove è rappresentato il combattimento tra un bestiarius ed un cinghiale selvatico (Museo romano-germanico di Colonia)

Le venationes (sing. venatio, ital. caccia) erano una forma di divertimento negli anfiteatri romani che implicavano la caccia e l'uccisione di animali selvatici. Le bestie selvatiche ed esotiche venivano portate a Roma dai lontani confini dell'Impero romano e le venationes si svolgevano durante la mattina, prima del principale evento pomeridiano, i duelli gladiatori.

## Descrizione
Queste cacce si tenevano nel Foro romano, nei Saepta e nel Circo Massimo, sebbene nessuno di questi luoghi offrisse protezione alla folla dagli animali selvatici presenti nell'arena. Speciali precauzioni, come l'erezione di barriere e lo scavo di fossati, venivano prese per impedire agli animali di scappare da questi luoghi. Pochissimi animali scampavano a queste cacce, sebbene talvolta sconfiggevano il gladiatore bestiarius, ovvero il cacciatore delle bestie selvagge. Migliaia di animali selvatici venivano massacrati in un giorno. Per esempio, durante i giochi tenuti da Traiano quando divenne imperatore, più di 9.000 animali vennero uccisi.
Seguendo l'ordine degli eventi quotidiani dopo le venationes si svolgevano le esecuzioni capitali di cittadini romani di basso rango, gli humiliores. Le forme più comuni di esecuzione includevano la morte sul rogo, la crocifissione (damnatio in crucem), o la damnatio ad bestias (v. seguito), ovvero la condanna del prigioniero a essere divorato vivo dalle belve nell'arena. Gli antichi scrittori lasciano intendere che, durante queste esecuzioni, la maggior parte degli uomini e donne rispettabili andavano a pranzo invece di stare a guardare.
Gli imperatori romani condannavano spesso i veri criminali – che in seguito divennero anch'essi noti come bestiarii – ad incontri fatali con le bestie nel Colosseo, un'antica forma di condanna a morte. L'esecuzione era organizzata come fosse una sorta di spettacolo teatrale, che si concludeva con il protagonista fatto a pezzi da una belva contro cui combatteva senza armi o armatura. Si trattava della classe sociale più bassa di partecipanti ai giochi.
Drammi così sanguinosi ebbero frequentemente luogo durante il programma che l'Imperatore Tito organizzò per inaugurare il Colosseo nell'anno 80. Quello spettacolo munifico durò 100 giorni. Durante tutti i festeggiamenti vennero massacrati più di 10.000 prigionieri e di 9.000 animali.
Ottenere gli animali dagli angoli più lontani dell'impero era un'ostentazione di ricchezza e di potenza dell'imperatore o del munus verso la popolazione, e stava anche a significare il potere romano su tutto il mondo umano ed animale e intendeva mostrare alla plebe romana quegli animali esotici che probabilmente loro non avrebbero altrimenti mai visto.
I romani non si facevano scrupoli a catturare e trucidare gli animali perché per loro la caccia non era solo un sadico divertimento: serviva soprattutto a ribadire il dominio dei romani sul mondo, anche sulla natura. Uccidere gli animali per loro era importante quanto uccidere gli altri popoli, dovevano mostrare la loro superiorità. Proprio per questo, gli scontri tra bestiari/venatori erano spesso una farsa: quando venivano gettati nell'arena gli animali erano reduci da giorni se non settimane senza cibo (o al massimo nutriti quanto bastava per non farli morire e ai predatori veniva data solo carne umana, non certo il miglior alimento per loro). Nel corso dell'attesa, gli animali inoltre venivano continuamente bastonati e frustati dai loro custodi per assicurarsi che fossero inferociti e saltassero addosso al nemico appena nell'arena dal momento che per un leone o un altro predatore non era naturale attaccare un uomo senza essere provocato, soprattutto di fronte a una folla urlante. Infatti, una volta liberati, gli animali erano spesso spaventati dal suono della folla, migliaia di persone che gli gridavano addosso all'unisono e gli lanciavano cibo. Spesso si rinchiudevano in un angolo terrorizzati e non attaccavano e allora degli uomini li incitavano a farlo colpendoli con tizzoni ardenti o con lance (ma se anche questo non funzionava e gli animali erano veramente troppo spaventati per attaccare, allora il loro proprietario veniva ritenuto responsabile e condannato a morte). Allora perfino i condannati erano istruiti sul come agire in modo da istigare le belve ad attaccare (con la promessa che in questo modo si sarebbero garantiti una morte veloce). Inoltre, nessuno si curava dell'interesse degli animali e tanto meno esistevano veterinari che si sincerassero delle loro condizioni. Durante la cattura e la prigionia in gabbie ristrette, sporche, costantemente colpiti e feriti dai loro proprietari, costretti spesso a dividere lo spazio con altre belve, gli animali finivano spesso per ammalarsi o ferirsi prima della lotta. Infine, prima dell'evento, venivano rinchiusi nei sotterranei degli anfiteatri dove non li raggiungeva nemmeno un raggio di luce e passavano diversi giorni al buio totale prima di essere liberati e trovarsi sotto il sole cocente di Roma. Accecati dal sole, confusi da una situazione per loro innaturale, spaventati dalle grida della folla, spesso già feriti ed esausti per la fame, gli animali erano un bersaglio facile per combattenti armati fino ai denti nel pieno delle forze. Ma non sempre andava così. A volte erano i bestiari e i venatori ad essere fatti a pezzi da animali infuriati e più in forma di altri. Cicerone racconta di un leone che uccise più di 200 cacciatori.
Non tutto il mondo antico, tuttavia, acclamava questi massacri. Nel 55 a.C. Pompeo organizzò uno spettacolo con gli elefanti e le grida dei pachidermi disperati spinsero la folla a piangere per loro e ad aggredire verbalmente l'organizzatore costringendolo a sospendere la caccia. Lo stesso Cicerone protestava contro di essi: "Che piacere può trarre un uomo di cultura quando una splendida creatura è trafitta da una lancia agonizzante?" e proibiva infatti la cattura di animali per i giochi nelle terre da lui governate. Il re Juba II di Mauritania, affascinato dalla natura che amava osservare e studiare (scrisse infatti diversi trattati sulla fauna locale) proibì ai romani di cacciare gli animali nelle sue terre, lotta che venne portata avanti dalla sua discendenza. I discepoli di Pitagora si opponevano alla caccia seguendo gli insegnamenti del filosofo. Anche il filosofo Seneca (tra l'altro vegetariano) disprezzava le venationes. Varro era a sua volta contro la caccia: "Eccoti mentre insegui cinghiali per la montagna infilzando a morte povere bestie che non ti hanno mai fatto alcun male. Che splendida arte!".

## Animali utilizzati

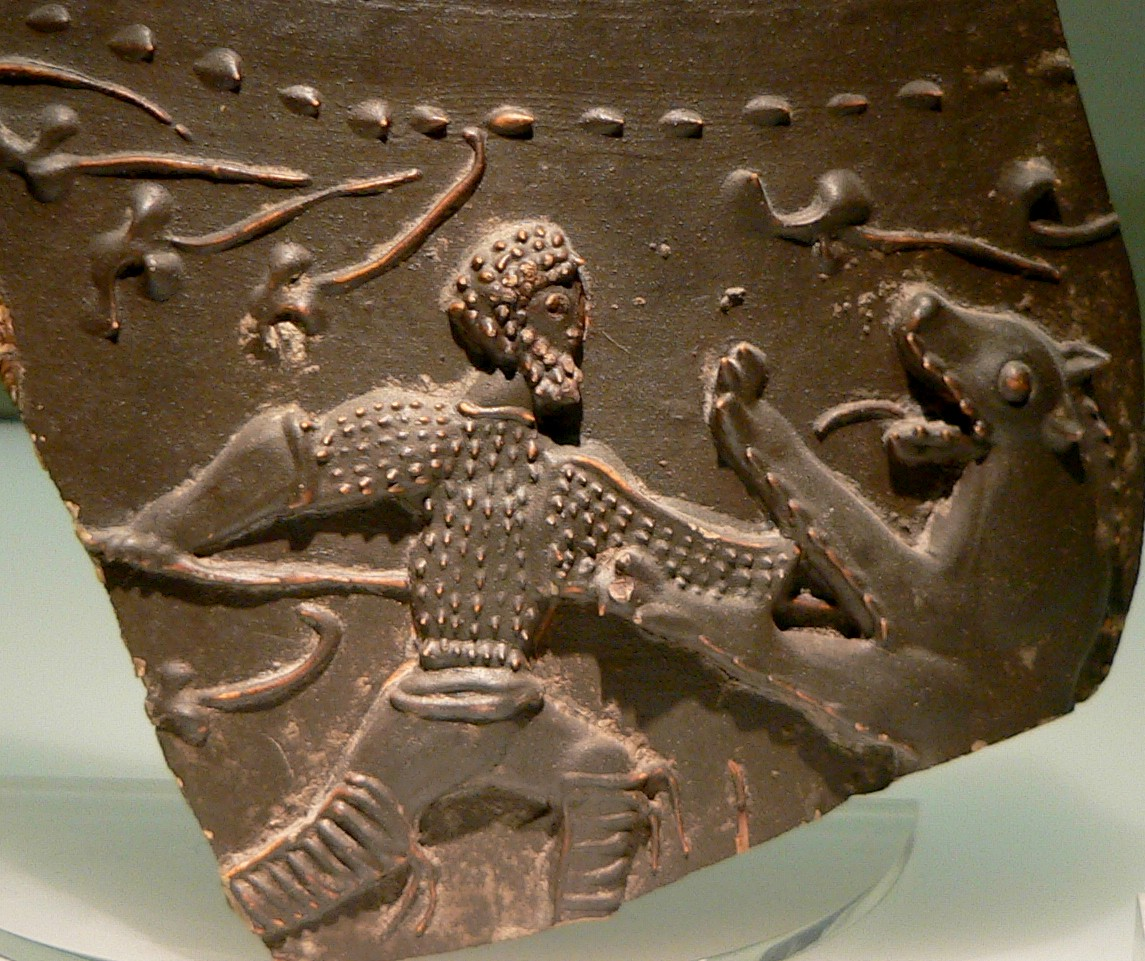
Venatio: combattimento contro un orso.

Non tutti gli animali erano feroci, sebbene la maggior parte lo fosse. Tra gli animali apparsi nelle venationes ci sono leoni, tigri, leopardi, elefanti, orsi, cervi, capre selvatiche e cammelli. I lupi, invece, sebbene fossero presenti in gran numero in Italia e Europa, a causa della loro sacralità per i romani (la lupa che salvò Romolo e Remo) non potevano essere utilizzati nelle venationes, mentre potevano essere usati nelle damnatio ad bestias. 
Rispettato per la sua ferocia, il leone era estremamente popolare durante le venationes e gli spettacoli gladiatori. Durante la sua dittatura, Cesare sbalordì tutti utilizzando circa 400 leoni nel Circo (importati soprattutto dal Nordafrica e dalla Siria), la cui inusuale presenza aggiunse dell'emozione ai suoi spettacoli. Pompeo stabilì un macabro record facendo uccidere ben 600 leoni. Comunque, le immagini del leone selvaggio non appartenevano esclusivamente all'arena. Le sculture dei leoni che divoravano la preda furono spesso usate nei sepolcri come simbolo della voracità della morte. L'utilizzo del leone, fiera amata per gli spettacoli, era anche una questione di immagine: Cesare confiscò a Cassio i leoni che intendeva usare per uno spettacolo in Grecia, evento che spinse Cassio ad allearsi con Bruto nella rivolta finale contro il dittatore. Questi leoni, tuttavia, non restarono a lungo nelle mani di Cesare: quando la città di Megara fu occupata dagli uomini di Cesare, i cittadini liberarono i leoni sperando che attaccassero gli invasori. Invece i leoni sbranarono i cittadini per poi sparire nella foresta.
Nell'approvvigionamento delle venationes, i mercanti di fiere romani attingevano a riserve di fiere ormai estinte quali il Leone berbero, l'Orso dell'Atlante e l'Elefante dell'Atlante.

## Esecuzioni
Con la locuzione latina damnatio ad bestias, o soltanto ad bestias, che tradotta letteralmente significa "(condanna) alle bestie", si indica un particolare tipo di condanna a morte riservata nell'antica Roma ai criminali peggiori di basso rango (non ai più pericolosi) o agli schiavi macchiatisi di qualche reato contro i propri padroni, i quali venivano appunto condannati a essere divorati vivi dalle belve (leoni e tigri ma anche orsi, lupi, ecc.) nelle arene.

### Bibliografiche
1. ↑  Cassio Dione, LIV, 34.1.
2. ↑  A. Bowman, pp. 49–51
3. ↑   Copia archiviata, su eaglefeather.honors.unt.edu. URL consultato il 5 settembre 2017 (archiviato dall'url originale il 6 settembre 2017).
4. ↑  https://www.quora.com/Is-it-true-that-wild-animals-love-human-flesh-and-find-it-tastier-and-get-addicted-to-it
5. ↑  http://www.metmuseum.org/toah/hd/play/hd_play.htm
6. ↑  https://www.youtube.com/watch?v=OCe4bmzSg5E
7. ↑  https://www.livescience.com/53615-horrors-of-the-colosseum.html
8. ↑  https://books.google.co.uk/books?id=GiCK2XNFe50C&pg=PA100&dq=Cicero+lion+200&hl=en&sa=X&ei=30G0Uu63IYythQe-5YHwCQ&ved=0CD8Q6AEwAA#v=onepage&q=Cicero%20lion%20200&f=false
9. ↑  https://books.google.it/books?id=4OiVAgAAQBAJ&pg=PA96&lpg=PA96&dq=roman+arena+proprietary+of+animals+responsible+and+killed&source=bl&ots=SAsnaMbW6G&sig=efPtUb3uWCYNXixhwjxCklJJsS4&hl=en&sa=X&ved=0ahUKEwj8oILA5I3WAhVnLcAKHWg5Da0Q6AEIMzAB#v=onepage&q=roman%20arena%20proprietary%20of%20animals%20responsible%20and%20killed&f=false
10. ↑  Flavius Philostratus, Life of Apollonius of Tyana, Loeb Classical Library, Book II, Chapter XVI, transla ted by F.C. Conybeare
11. ↑  http://advocacy.britannica.com/blog/advocacy/2010/08/the-hidden-history-of-greco-roman-vegetarianism/
12. ↑  https://sustainableunh.unh.edu/sites/sustainableunh.unh.edu/files/images/WildlifeDepletionGreeceandRome.pdf
13. ↑  https://books.google.it/books?id=NdvbAAAAQBAJ&pg=PA213&lpg=PA213&dq=lions+vs+gladiators&source=bl&ots=jv8r7De-Zg&sig=xQue8UT16dRVT0kikVAD0CORbbw&hl=en&sa=X&ved=0ahUKEwiujPaA0YzWAhXqDMAKHfeQAtk4ChDoAQhHMAU#v=onepage&q=lions%20vs%20gladiators&f=false